# Cancioneiro de Medinaceli
O Cancioneiro de Medinaceli ou Cancioneiro Musical de Medinaceli (CMM) é um manuscrito musical que contém música espanhola do Renascimento. Foi copiado na segunda metade do século XVI e conservou-se na Biblioteca da Casa do Duque de Medinaceli, de onde procede o seu nome. Provavelmente constitui a recopilação de música polifónica profana espanhola da época renascentista mais importante depois do Cancioneiro de Palácio.

## O Manuscrito
O manuscrito é composto por 209 fólios e mede 307 x 215 mm. Nele intervieram um copista principal e dois ou três copistas adicionais. Crê-se que foi compilado na Andaluzia, próximo de Sevilha. Uma inscrição parcialmente legível parece sugerir que pertenceu a um mosteiro em Xerez da Fronteira. Posteriormente pertenceu a Luis Fernández de Córdoba y Salabert (1880-1956), 17.º Duque de Medinaceli em cuja biblioteca se custodiou (daí a referência que se pode ver nalgumas fontes antigas: Madrid, Biblioteca da Casa do Duque de Medinaceli, Ms 13230). Contudo, é possível que tivesse pertencido à família de Medinaceli desde um período anterior. Na década de 1960s, a Biblioteca foi adquirida por um financeiro e advogado chamado Bartolomé March Servera, ficando então o manuscrito guardado na Biblioteca do mesmo em Madrid. Após a sua morte em 1998 a biblioteca foi depositada na Fundação Bartolomé March, em Palma de Maiorca. No final de 2005 a biblioteca foi declarada bem de interesse público pelo governo balear, existindo um litígio entre este e os herdeiros de March.
O cancioneiro foi estudado e transcrito pelo musicólogo Miquel Querol i Gavaldà.

## Conteúdo
O livro contém 177 obras, das quais 100 são seculares e as restantes religiosas. O género musical melhor representado no repertório secular é o madrigal, mas conta também com vilancicos e romances.
Conta com obras dos compositores: Cristóbal de Morales (16 obras), Ginés de Morata (11), Juan Navarro (8), Francisco Guerrero (7), Rodrigo de Ceballos (7), Diego Garçón (7), Cipriano (podría ser Cipriano de Soto) (6), Bernal Gonçales (4), Pedro Guerrero (3), Antonio Cebrián (3), Ortega (1), Fray Juan Díaz (1), F. Chacón (1), B. Farfán (1), Antonio de Cabezón (1), Bartolomé de Escobedo (1), Gerónimo (quiçá Gerónimo de la Cueva Durán) (1), Nicolas Gombert (1), Orlando di Lasso (1), Anónimos (43). 
Conclui-se que a maioria dos compositores são andaluzes ou trabalharam em redor das catedrais andaluzas.
A poesia provém de autores como Juan Boscán, Garcilaso de la Vega, Gutierre de Cetina, Jorge de Montemor, Baltasar del Alcázar, Juan de Leyva e Garci Sánchez de Badajoz.

## Discografia
- El cancionero de Medinaceli 1535-1595. Jordi Savall. Hespèrion XX. Astrée. 1992